# 科佩格 (紐約州)
科佩格（英語：Copiague）是位於美國紐約州薩福克縣的普查規定居民點。

## 人口
根據2020年美國人口普查的數據，科佩格的面積為9.61平方千米，當中陸地面積為8.01平方千米，而水域面積為1.60平方千米。當地共有人口23429人，而人口密度為每平方千米2,437.98人。